# Кремнёва, Мария Николаевна
Мария Николаевна Кремнёва (10 марта 1932; Россия — 12 июля 2012, Россия) — советская и российская актриса театра, кино и дубляжа.

## Биография
Мария родилась 10 марта 1932 года. В 1955 году закончила ВГИК, мастерская Б. В. Бибикова и О. И. Пыжовой.
Работала в Театре киноактера. Занималась дубляжом фильмов.
Скончалась 12 июля 2012 года.

## Фильмография
- 2002 — Сны, Мечты, Будильник, Явь… (короткометражный)
- 1993 — Падение (соседка Соколовой)
- 1984 — Время желаний (клиентка)
- 1979 — Город принял (эпизод)
- 1978 — Молодость, выпуск 1-й (киноальманах)
- 1977 — Счет человеческий (эпизод)
- 1976 — Солдаты свободы | Vojáci Svobody / A szabadság katonái (СССР, Болгария, Польша, Чехословакия, Венгрия, ГДР) (женщина)
- 1973—1983 — Вечный зов (Марья Фирсовна)
- 1971 — Смертный враг (кулачка)
- 1971 — Ехали в трамвае Ильф и Петров (сослуживица Капитулова)
- 1970 — Поезд в завтрашний день
- 1968 — Папина жена (короткометражный)
- 1965 — Последний месяц осени (Марина)
- 1965 — Дети Дон Кихота  (медсестра)
- 1964 — Дальние страны (мать Васьки)
- 1963 — Непридуманная история (подруга Вари)
- 1959 — Баллада о солдате (Елизавета Петровна)
- 1959 — Аннушка (вдова)
- 1958 — Шквал (Панна)
- 1957—1959 Хождение по мукам (певица в ресторане)
- 1957 — Звездный мальчик (Нищая)
- 1955 — Вольница (резалка)

## Театральные работы
«Таня» (А.Арбузов) — Шаманова
«Варвары» (М.Горький) — Надежда Монахова

## Озвучивания
- 1977 — Ученик эскулапа (роль Мзии Арабули)
- 1976 — Вершина :: Анна (роль Марии Карцивадзе)
- 1975 — Незваные гости (киноальманах) :: Шошмана (роль Лейлы Дзиграшвили)
- 1974 — Человек из «Олимпа» :: дама (роль Жасмины Мсрян)
- 1973 — Хаос :: Ануш (роль Лауры Варданян)
- 1972 — Улица :: Роза (роль С.Евдокимовой)
- 1969 — Серафино | Serafino (Италия, Франция) :: (Лидия)
- 1969 — Свет в наших окнах :: Марина (роль Лайлы Кипиани)
- 1969 — По следу Тигра | Most (Югославия) :: Елена (роль Сабины Миятович)
- 1969 — Пан Володыевский|Польша| Кристина (роль Барбары Брыльской)
- 1967 — Колонна | The Column | Columna lui Trajan (ФРГ, Румыния) :: Андрада (роль Антонеллы Луальди)
- 1966 — Охотник из Лалвара (Роль Т.Демурян)
- 1966 — Как солдат от войска отстал | ლონდრე :: Аметвисто (роль Л.Гудадзе)
- 1962 — Королева «Шантеклера» | Reina del Chantecler, La (Испания) :: Чарито (роль Сары Монтьель)
- 1960 — Моё последнее танго | Mi último tango (Испания) :: Марта Андреу (роль Сары Монтьель)